# Los últimos románticos
Los últimos románticos es una novela de Pío Baroja de 1906 perteneciente a la trilogía El pasado.

## Dos novelas parisinas
Los últimos románticos y Las tragedias grotescas se publicaron en 1906 y 1907, respectivamente. Forman una unidad interna dentro de la trilogía El pasado. La otra novela de la trilogía es La feria de los discretos, cuya acción y argumento se desarrollan en Andalucía y son completamente ajenos al tema de estas dos novelas parisinas.
A propósito de estas novelas señaló Baroja: «Yo escribí hace lo menos treinta años unas novelas en las que pintaba la vida en París de los emigrados españoles del tiempo de la revolución de 1866 y de la de 1868, es decir, durante el Imperio de Napoleón III. Los datos, en su mayoría, me los proporcionaba D. Nicolás Estébanez, ex ministro de la República de 1873, que solía reunirse conmigo después de comer en el café de Flora del boulevard Saint-Germain. De los tipos que dibujaba Estébanez en anécdotas pintorescas, muchos habían muerto; otros que vivían aún por entonces eran cándidos y un tanto grotescos» (Ayer y hoy, Ercilla, Santiago de Chile, 1939. Según la edición más asequible de la editorial Caro Raggio, Madrid, 1997: p. 175).

## Argumento
La acción de las dos novelas se desarrolla en un ámbito argumental temporal continuado, de tal manera que "Las tragedias grotescas" empieza inmediatamente después de los hechos narrados al final de "Los últimos románticos". En cierta manera, se podría considerar que se trata de una novela en dos partes.
La acción de Los últimos románticos empieza en la primavera de 1866 con la llegada del protagonista, D. Fausto Bengoa, a París para visitar a una vieja amiga francesa de su madre, que quiere hacerle a él y a su familia herederos de sus bienes. Los primeros capítulos describen la integración de D. Fausto en el París de la época y las relaciones que va estableciendo con los emigrados políticos españoles en esa ciudad.
En junio del mismo año llega su hija Asunción, que se va a convertir en dama de compañía de la vieja dama, hasta la muerte de ella. El campo de acción se agranda con los amores de Asunción y un joven español, también emigrado, desdeñoso e individualista, trasunto a veces del propio Baroja.
Termina la novela con la muerte de la dama francesa y la llegada a París de la esposa y la hija pequeña de D. Fausto, lo que augura unas situaciones diferentes que serán el objeto de la siguiente novela: Las tragedias grotescas.

## Historia y novela
La novela mezcla sucesos y personajes inventados con otros históricos y reales, tales como el destronamiento de la reina Isabel II de España y la vida política en París bajo el Segundo Imperio. Baroja se había documentado exhaustivamente, de tal manera que hay una absoluta exactitud entre los lugares, nombres y acontecimientos narrados y la realidad a la que se refieren.

## Recepción
En el momento de su publicación, la crítica de la época quedó un tanto desconcertada, porque la novela parecía como una mera presentación, un preámbulo. Tuvo que llegar la segunda parte para que se comprendiera el carácter unitario de las dos. Con todo, hoy día siguen siendo dos novelas poco conocidas de Baroja y mucho menos valoradas de lo que realmente merecen.